# Gandolfo
Gandolfo  è un nome proprio di persona italiano maschile.

## Varianti
- Alterati: Gandolfino
- Femminili: Gandolfa[1][2]

### Varianti in altre lingue
- Catalano: Gandulf[3]
- Germanico: Gandulf[4], Gandolf[4], Gendulf[4]
- Latino: Candolfus[1], Gandulfus[1]
- Spagnolo: Gandulfo[3]

## Origine e diffusione
Deriva da un nome germanico di tradizione longobarda e poi francone. Esso è composto da gand- ("bacchetta/verga magica") e wulfa- ("lupo"); il significato complessivo potrebbe essere interpretato come "lupo dotato di forza magica". Il secondo elemento è ben attestato nell'onomastica germanica, e si ritrova in vari nomi quali Rodolfo e Volfango.
In Italia, dove è documentato a partire dall'VIII secolo in forme latinizzate come Candolfus e Gandulfus, è attestato soprattutto in Sicilia, specie nel Palermitano, grazie al culto locale del beato Gandolfo Sacchi, patrono di Polizzi Generosa; altre occorrenze si registrano, con meno frequenza, anche nel Nord Italia e in Toscana.

## Onomastico
L'onomastico può essere festeggiato il 3 aprile in onore del beato (o santo) Gandolfo Sacchi da Binasco, sacerdote francescano, oppure il 17 giugno in memoria di san Gandolfo, vescovo di Tongres. Alcune fonti lo pongono invece in data 11 maggio, data in cui si ricorda san Gengolfo, martire in Borgogna, il cui nome ha però etimologia diversa.

## Persone
- Gandolfo, conte di Piacenza
- Gandolfo da Bologna, teologo italiano
- Gandolfo di Tongres, vescovo franco
- Gandolfo dei Bonacolsi, politico italiano
- Gandolfo Porrino, letterato italiano
- Gandolfo Sacchi, religioso italiano

### Variante Gandolfino
- Gandolfino da Roreto, pittore italiano